# AIDC AT-3
AIDC AT-3 — тайваньский реактивный учебно-тренировочный самолёт. Разработан компанией Aerospace Industrial Development Corporation (AIDC) и принят на вооружение ВВС Китайской Республики.

## История создания
Центр разработок авиационной промышленности Тайваня совместно с компанией ,,Нортроп,, разработал двухместный тренировочный самолёт, который использовали военно-воздушные силы китайских националистов. Проектировать самолёт начали в 1975 г., оставив традиционно низкое расположение крыла, трёхточечное шасси, последовательное расположение кресел пилотов и турбореактивные двигатели, установленные по обе стороны фюзеляжа. В 1978 г. проект был одобрен; в сентябре 1980 г. начались летные испытания опытных экземпляров. После этого был заключён контракт на изготовление 60 самолётов АТ-3A ,,Чжу Чунь,,. Самолёт использовался в качестве учебного и отличался высокой манёвренностью. Огневая подготовка лётчиков проводилась с использованием самых разных боеприпасов. Впоследствии 45 самолётов были усовершенствованы (в частности, были модернизированы радар и коллиматорный индикатор). Эта модель получила название АТ-3В.

## Модификации
XAT-3
2 прототипа.
AT-3A
Двухместный реактивный учебно-тренировочный самолет и лёгкий штурмовик для ВВС Тайваня, построено 60 экземпляров.
AT-3B
AT-3A с новым радаром. Планировалось модернизировать 45 самолетов.
XA-3
Одноместный штурмовик, 2 прототипа.

## На вооружении
Китайская Республика
- ВВС Китайской Республики — 55 AT-3, по состоянию на 2017 год[4]

## Тактико-технические характеристики
- Размах крыла, м 	  10.46
- Длина самолета,м 	  12.90
- Высота самолета,м 	  4.36
- Площадь крыла,м2 	  21.93
- Масса, кг 	 
  - пустого самолета 	  3856
  - нормальная взлетная 	  5216
  - максимальная взлетная 	  7938
- Топливо, кг
- внутренние топливо 	  1270
  - ПТБ 	  884 (2 х 567.8)
- Тип двигателя 	  2 Garrett TFE731-2-2L
- Тяга нефорсированная, кН 	  2 x 15.57
- Максимальная скорость, км/ч 	 
  - на высоте 11000 м 	  904
  - у земли 	  898
- Крейсерская скорость, км/ч 	  882
- Практическая дальность, км 	  2279
- Продолжительность полета, ч.мин 	  3.12
- Максимальная скороподъемность, м/мин 	  3078
- Практический потолок, м 	  14625
- Экипаж, чел 	  2